# Mohammed Afzal Khan

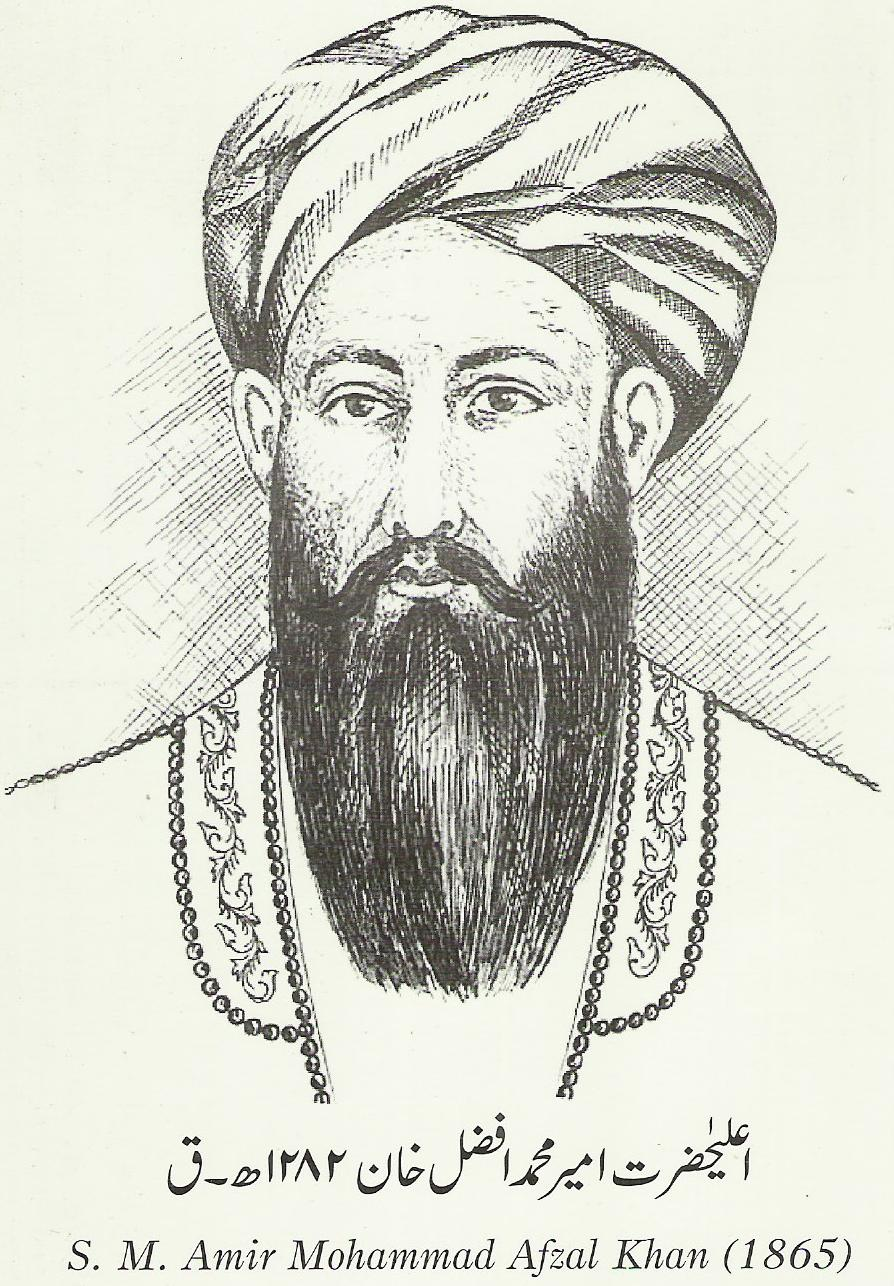
Mohammed Afzal Khan

Mohammed Afzal Khan (* 1811; † 7. Oktober 1867) war von 1866 bis 1867 Emir von Afghanistan. 
Er war Sohn des Begründers der Barakzai-Dynastie Dost Mohammed. Nach dem Tod seines Vaters wurde erst sein jüngerer Bruder Schir Ali Emir von Afghanistan. Dieser wurde aber nach nur drei Jahren von Mohammed Afzal Khan verdrängt, der jedoch am 7. Oktober 1867 starb. Schir Ali folgte ihm wieder auf den Thron.
Sein Sohn Abdur Rahman Khan war von 1880 bis 1901 Emir von Afghanistan.